# Charles Robert Cockerell
Charles Robert Cockerell (Londra, 27 aprile 1788 – Londra, 17 settembre 1863) è stato un architetto e archeologo britannico.

## Biografia

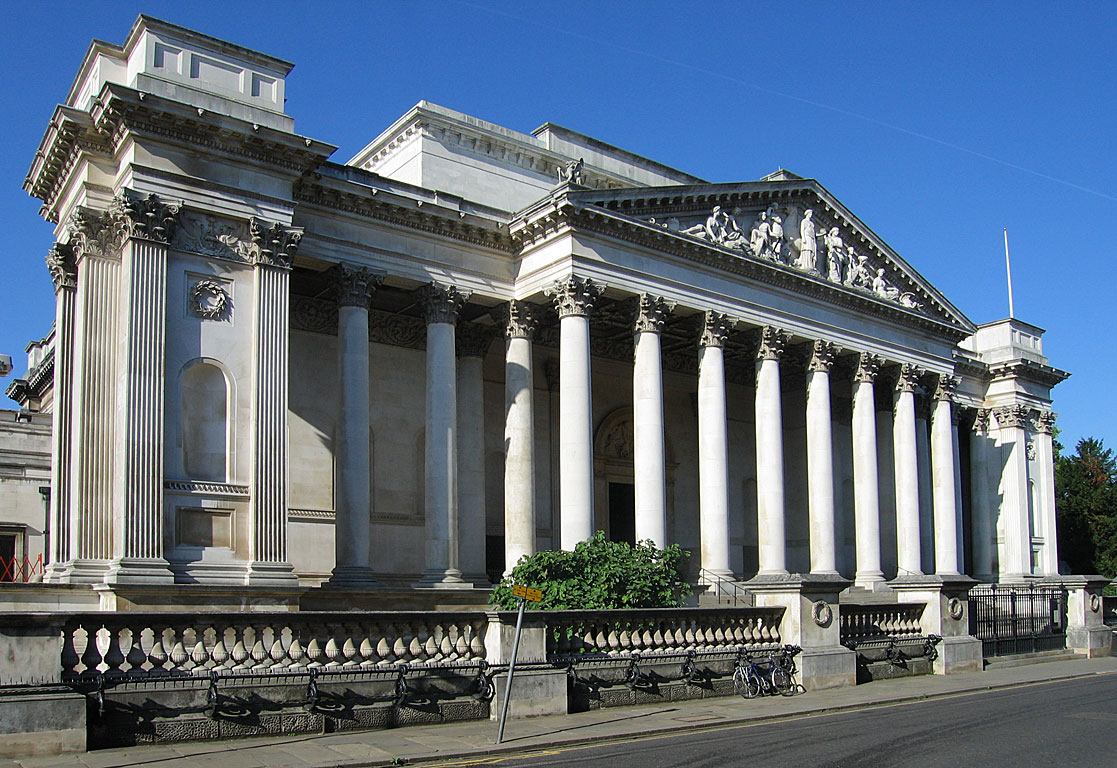
Il Fitzwilliam Museum di Cambridge

Era figlio di Samuel Pepys Cockerell, che lo seguì nella sua formazione. In seguito collaborò con Robert Smirke nella ricostruzione del Covent Garden Theatre.
Viaggiò molto, tra Grecia, Asia Minore e Italia. Proprio in Grecia seguì gli scavi di Egina e Phigalia in qualità di archeologo.
La passione per l'architettura greca, unita all'ammirazione verso Christopher Wren, si tradusse in uno stile equiparabile a quello della coeva École nationale supérieure des beaux-arts di Parigi: di forme imponenti, privilegiava l'impiego di ordini colossali con poche violazioni delle regole.
Le sue opere più importanti sono alcuni edifici per la Banca d'Inghilterra a Plymouth, Bristol, Manchester e Liverpool, costruiti a partire dagli anni trenta del XIX secolo, l'Ashmolean Museum dell'Università di Oxford (1839-1845) e il Fitzwilliam Museum dell'Università di Cambridge (1848). In seguito subentrò a Harvey Lonsdale Elmes nella costruzione della Saint George's Hall di Liverpool, realizzando la raffinata Concert Hall.
Fu il primo assignatario del premio Royal Gold Medal, che ricevette nel 1848.